# Theodor August Seutter von Lötzen
Theodor August Seutter von Lötzen (* 7. Juli 1778 in Altheim bei Ulm; † 10. Juli 1841 in Karlsruhe) war ein badischer Generalmajor und Ehrenbürger von Rastatt.

## Leben

### Herkunft

Wappen (1716) der Seutter von Lötzen als Patrizier von Ulm

Theodor August war Angehöriger der ursprünglich schwäbischen, bei der Reichsstadt Kempten seinen Ursprung nehmenden Familie Seuter, bzw. ihrer Nachkommen, der Seutter von Loetzen, an die 1559 der Reichsadelsstand gekommen ist. Seine Eltern waren der Patrizier und Oberforstmeister der ebenfalls freien Reichsstadt Ulm sowie märkische Lehensträger Albrecht Ludwig Seutter von Lötzen (1737–1790) und dessen Gemahlin Sybilla Regina, geb. Freiin von Welser. Sein Bruder Johann Georg (1769–1833), Forst- und Finanzmann im Königreich Württemberg, wurde 1810 in den Freiherrnstand des Königreichs Württemberg erhoben.

### Werdegang
Seutter von Lötzen begann seine Laufbahn als Kadett im schwäbischen Kreisregiment „Prinz Ludwig von Baden“, wo er auch zum Fähnrich avancierte und die ersten beiden Koalitionskriege mitmachte. 1802 stieg er im Füsilierbataillon „Erbprinz“ zum Sekondeleutnant und 1806 im Regiment Markgraf Ludwig zum Premierleutnant auf. Im Vierten Koalitionskrieg war er Adjutant von Joseph von Cloßmann, kommandierender General des Badischen Kontingents, sowie sein späterer Schwiegervater und erwarb durch Tapferkeit im Gefecht bei Stargard das Ritterkreuz des Karl-Friedrich-Militär-Verdienstordens. Nach Beendigung des Krieges erhielt er im Dezember 1807 seine Beförderung zum Stabskapitän im Regiment „Erbgroßherzog“ und wurde Adjutant des Erbgroßherzogs Karl von Baden.
1809 avancierte er zum Kapitän II. Klasse beim Jägerbataillon und wurde im Österreichisch-Französischen Krieg in das Hauptquartier Napoleons kommandiert. Im Folgejahr wurde er zum Inspektionsadjutanten und Flügeladjutanten der Infanterie ernannt. Er stieg 1811 zum Major auf. Zu Beginn des Jahres 1813 ernannte man ihn zum Kommandeur des 1. Infanteriebataillons. Vor der Leipzig geriet er als Chef des Generalstabes in preußische Gefangenschaft. Nachdem er wieder in heimatlichen Diensten stand, stieg er 1814 zum Oberstleutnant auf. Da er sich 1815 im Gefecht bei Strassburg erneut hervortat, wurden ihm das Kommandeurskreuz des Karl-Friedrich-Militär-Verdienstordens sowie das Ritterkreuz des Orden vom Zähringer Löwen sowie das des Leopold-Ordens verliehen. Nach Beendigung der Befreiungskriege wurde Seutter von Lötzen zum Generalquartiermeister ernannt. 1807 erhielt er das Komturkreuz des Orden vom Zähringer Löwen und wurde Stadtkommandant von Rastatt. Er stieg 1823 zum Oberst auf und erhielt 1824 in Anerkennung seiner Leistungen bei dem schweren Hochwasser in Rastatt das Ehrenbürgerdiplom. 1832 hat er seinen Abschied vom aktiven Dienst erhalten und wurde zum Garnisonskommandanten der Residenz ernannt. Er erhielt zum Kommandeurskreuz des Ordens vom Zähringer Löwen 1837 die Insignien mit Eichenlaub und wurde 1838 zum Generalmajor befördert, trat gleichzeitig aber aus gesundheitlichen Gründen endgültig seine Kommandantenstellung ab.

### Familie

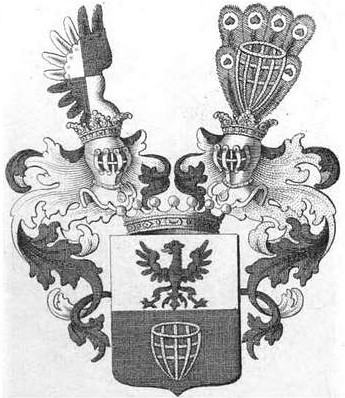
Wappen (1810) der Freiherrn Seutter von Lötzen im Königreich Württemberg und (1880) im Großherzogtum Baden.

Im Jahre 1810 vermählte sich Seutter von Lötzen mit Maria Gertrud von Cloßmann (1792–1868), Tochter des badischen Generalleutnants und Gouverneurs von Karlsruhe, Joseph von Cloßmann. Aus der Ehe gingen folgende Kinder hervor, die 1880 in den erblichen Freiherrnstand des Großherzogtums Baden erhoben wurden:
- Karl Stephan (1811–1884), badischer Generalleutnant, Gouverneur der Bundesfestung Rastatt
- Josef Ludwig (1812–1813)
- Wilhelm Josef (1814–1871), badischer Forstmeister in Salem
- Marie Christiane (1815–1892) ⚭ Karl Friedrich von Wechmar (1813–1866), badischer Generalmajor
- Carl August (1818–1889), diensttuender Kammerherr bei Prinzessin Pauline Elisabeth von Baden
- Mathilde (1819–1888)
- Adolf (1822–1848), badischer Oberleutnant im Generalstab
- Theodor August (*/† 1823)
- Albrecht (* 1828), badischer Hauptmann im Generalstab